# Miserere (Pärt)
Pour les articles homonymes, voir Miserere.
Miserere est une œuvre du compositeur estonien Arvo Pärt, écrite en 1989, pour solistes, chœur mixte, orgue et ensemble concertant et révisée en 1992.

## Historique
L'œuvre est dédiée à Paul Hillier et au Hilliard Ensemble.

## Structure
Miserere est constitué d'un mouvement unique dont l'exécution dure environ 35 minutes. Au sein de l'œuvre composée sur le chant Miserere du psaume 51 est inséré un Dies iræ que Pärt avait esquissé en 1976 et qui marque une césure dans l'œuvre qui se termine par un Rex tremendae.

## Utilisation dans l'art
Le Dies iræ de cette œuvre constitue la musique de fin du film Habemus papam de Nanni Moretti.

## Discographie
- Miserere par The Hilliard Ensemble dirigé par Paul Hillier, chez ECM Records, 1991.